# Habon Ahmed
Habon Ahmed (* 16. August 2001) ist eine dschibutische Leichtathletin, die sich auf den Langstreckenlauf spezialisiert hat.

## Sportliche Laufbahn
Erste internationale Erfahrungen sammelte Habon Ahmed im Jahr 2018, als sie bei den Jugend-Afrikaspielen in Algier mit 2:22,18 min in der Vorrunde im 800-Meter-Lauf ausschied. Im Jahr darauf belegte sie bei den Juniorenafrikameisterschaften in Abidjan in  4:31,77 min den siebten Platz über 1500 Meter und 2022 gelangte sie bei den Islamic Solidarity Games in Konya mit 17:20,8 min auf Rang acht im 5000-Meter-Lauf. Im Jahr darauf gewann sie bei den Arabischen U23-Meisterschaften in Radès in 16:50,63 min die Silbermedaille über 5000 Meter und anschließend sicherte sie sich bei den Arabischen Meisterschaften in Marrakesch in 16:37,07 min die Bronzemedaille hinter den Marokkanerinnen Rahma Tahiri und Kaoutar Farkoussi. Zudem gewann sie dort in 1:18:50 h die Bronzemedaille im Halbmarathon hinter den Marokkanerinnen Rkia el-Moukim und Fatima Ezzahra Gardadi. 2024 gelangte sie bei den Afrikaspielen in Accra mit 15:49,82 min auf den siebten Platz über 5000 Meter und im Jahr darauf gewann sie bei den Arabischen Meisterschaften in Oran in 15:59,36 min die Silbermedaille hinter ihrer Landsfrau Kadra Mohamed Dembil.

## Persönliche Bestzeiten
- 1500 Meter: 4:22,76 min, 19. Juni 2021 in Regensburg
- 3000 Meter: 9:08,60 min, 11. Januar 2020 in Dschibuti (dschibutischer Rekord)
- 5000 Meter: 15:49,82 min, 18. März 2024 in Accra